# Vipawan Siripornpermsak
Vipawan Siripornpermsak (9 de mayo de 2000) es una deportista tailandesa que compite en taekwondo. Ganó una medalla de bronce en los Juegos Asiáticos de 2018 en la categoría de –57 kg.

## Palmarés internacional
| Juegos Asiáticos | Juegos Asiáticos    | Juegos Asiáticos  | Juegos Asiáticos |
| Año              | Lugar               | Medalla           | Categoría        |
| ---------------- | ------------------- | ----------------- | ---------------- |
| 2018             | Yakarta (Indonesia) | Medalla de bronce | –57 kg           |